# 기원전 64년

## 연호
- 전한(前漢) 원강(元康) 2년

## 기년
- 전한(前漢) 선제(宣帝) 10년